# St.-Marien-Kirche zu Heiligenstedten

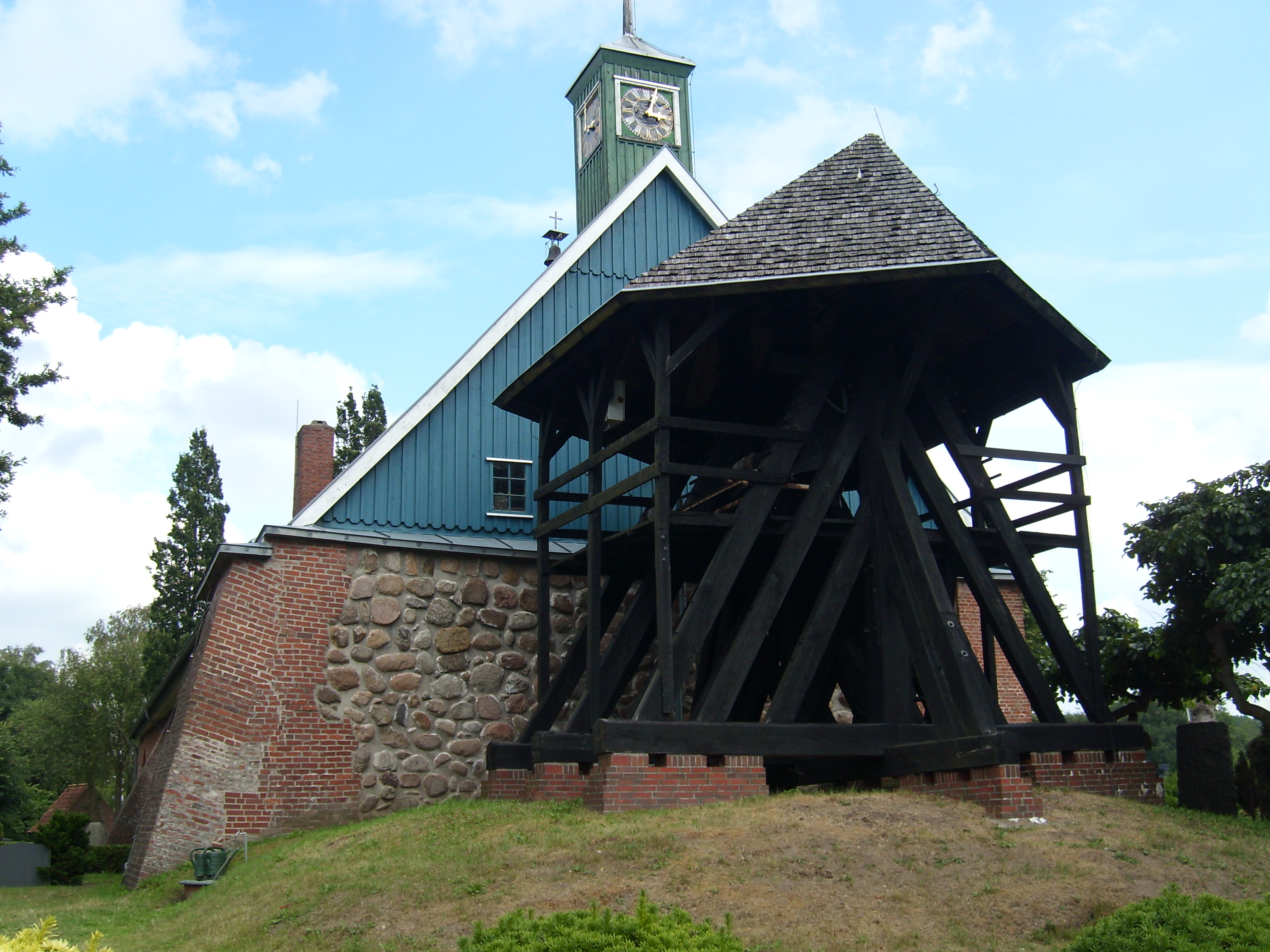
Die St.-Marien-Kirche mit Glockenstuhl

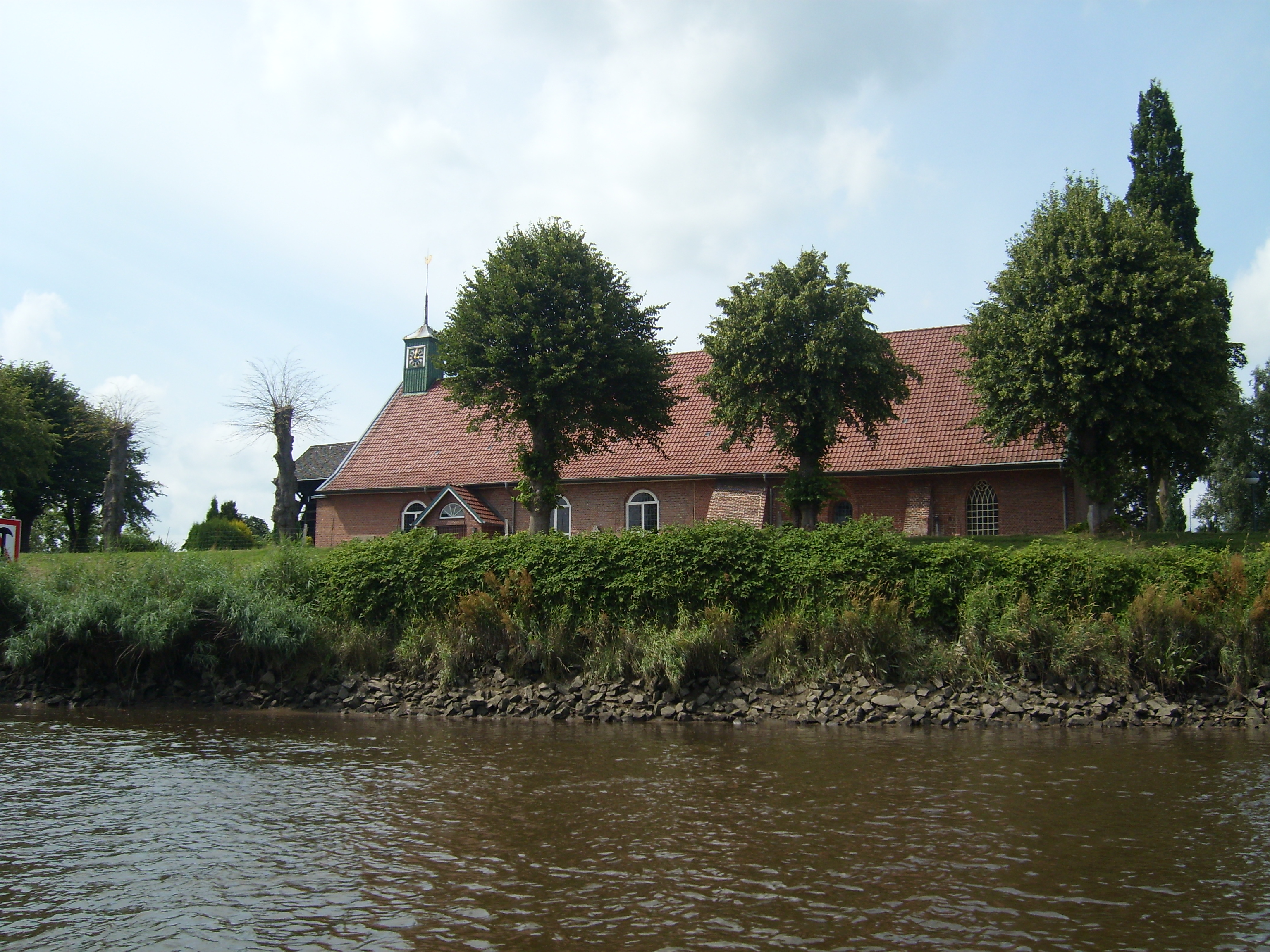
Die St.-Marien-Kirche von der Stör gesehen

Die St.-Marien-Kirche ist eine Kirche in Heiligenstedten.
Eine Kirche bestand in Heiligenstedten bereits seit dem 9. Jahrhundert als eine der ältesten Kirchengründungen nördlich der Elbe. Sie stand vermutlich in Beziehung zu der ebenfalls im 9. Jahrhundert erbauten Burg Esesfeld. Das heutige Kirchengebäude stammt vom Ende des 13. Jahrhunderts; ihr heutiges Aussehen erhielt sie durch Umbauten im Jahre 1580. 1826 wurde die Kirche, die bis dahin auf einer Wurt im Außendeich lag, eingedeicht. Noch heute liegt der Kirchenraum einige Stufen tiefer als der Zugang.
Die Kirche gehört samt Ausstattung, Glockenstuhl, Kirchhof und Kirchhofsgitter zu den Kulturdenkmalen der Gemeinde Heiligenstedten.
Die Kirchengemeinde gehört heute zum Kirchenkreis Rantzau-Münsterdorf der Evangelisch-Lutherischen Kirche in Norddeutschland.